# أنبار سر (دهغاه)
أنبار سر (بالفارسية: انبارسر) هي قرية تقع في إيران في غيلان. يقدر عدد سكانها بـ 826 نسمة بحسب إحصاء 2016.